# Paps'n'Skar
Paps'n'Skar è stato un duo italiano di musica dance, formato da Emanuele Cozzi e Davide Scarpulla, fondato nel 1997 con il nome Sally Can Dance .

## Storia
Il duo nasce nel 1994, quando Emanuele Cozzi incontra Davide Scarpulla a Radio Monte Carlo. Debuttano nel 1997, con il loro primo singolo, in collaborazione con la casa discografica TIME, intitolato Because I'm free e realizzato con Davide di Lernia, figlio del più noto Leone Di Lernia, e Linda Peverini. L'anno dopo esce You Want My Love, in collaborazione con Alessandro Viale, Roberto Gallo Salsotto e Paola Cannone come voce femminile: la canzone diventa un successo e rimane per sette settimane nella classifica delle vendite italiane di Musica e Dischi. Dall'8 al 10 ottobre dello stesso anno partecipano al World Dance Music Festival, producono il loro primo videoclip e si esibiscono in Spagna, Germania, Austria, Paesi Bassi, Svizzera e Belgio.
Sempre nel 1999 pubblicano con lo pseudonimo D.E.A.R. (Davide, Emanuele, Alessandro, Roberto) la hit Talk to me, in cui si avvalgono della collaborazione di Melody Castellari come cantante; nella puntata di fine anno della Deejay Parade di Albertino, Talk to me ottiene direttamente la seconda posizione.
Nel 2000, You want my love diventa, nel Regno Unito e nei Paesi Bassi, la sigla di uno spettacolo serale. Tra l'aprile e il maggio di quell'anno viene pubblicato Turn around, che diventa un tormentone, e partecipano per la seconda volta al World Dance Festival. Nell'autunno dello stesso anno, con lo pseudonimo di "Sally can dance", realizzano una cover del celebre brano You spin me round (like a record) dello storico gruppo Dead or Alive, riproponendola in versione italo dance, con una melodia composta al sintetizzatore e voce modificata dal vocoder.

### Il successo
Nell'estate del 2000 pubblicano Turn Around, una canzone che utilizza un sample del brano I Won't Let the Sun Go Down On Me di Nik Kershaw del 1984, che diventò uno dei brani più ascoltati nelle discoteche e nelle radio. Anche in questo caso si avvalgono della collaborazione vocale di Paola Cannone, che poi abbandonerà la carriera artistica per proseguire i suoi studi.
Nel mese di febbraio del 2001 pubblicano il singolo Get it on, hit che caratterizza la primavera e l'estate di quell'anno a tal punto che i Paps'n'Skar partecipano all'edizione del Festivalbar 2001. La canzone contiene un sample di Broken Land, del gruppo pop irlandese The Adventures.
Sempre nell'estate del 2001, nuovamente sotto lo pseudonimo di Sally Can Dance, pubblicano il singolo All I need, che contiene, oltre alle versioni radio edit ed extended mix dell'omonimo brano, anche la traccia Sally Can Trance (in versione extended).
Nel 2002 esce il singolo Loving you che ottiene grande successo, sia in Italia che all'estero, con un buon piazzamento anche nel mercato asiatico oltre che in Sud America e nei paesi dell'est. Il brano riprende in parte la melodia e il giro armonico della seconda parte di Tunnel Of Love dei Dire Straits.
All'inizio del 2003 esce Love is Love e poco dopo producono con la casa discografica Warner Music il singolo Che vuoto che c'è, prendendo in prestito le parole di una canzone di Raf (Siamo soli nell'immenso vuoto che c'è). Nel dicembre dello stesso anno producono Mon Amour, con un videoclip trasmesso dall'allora Rete A, che anticipava il loro primo album Uno contenente tutti i loro successi più quattro canzoni inedite: Magia, Voglio una canzone, The world is so fabulous e One more time (Downtown).
L'anno seguente pubblicano il singolo Mirage (Stasera la luna) (cover del brano omonimo degli Scotch dell'estate del 1986), prodotto in collaborazione con DJ Maxwell e Simon Ermacora, che diventa un tormentone estivo del 2004 grazie a uno spot dell'azienda di telefonia mobile TIM per il quale faceva da colonna sonora. Successivamente il singolo viene pubblicato in molti paesi d'Europa.
Nel mese di giugno dell'anno successivo pubblicano Vieni con me, scritto e prodotto in collaborazione con Massimo Perini e Simon Ermacora. Alla produzione partecipano anche DJ Maxwell e Nikolas Murphy. Anche questa canzone viene scelta come colonna sonora per la campagna pubblicitaria estiva della TIM e diventa un tormentone, come il precedente singolo. Il disco entra subito alla posizione numero 2 della classifica ufficiale di vendita italiana FIMI / Nielsen e resta nella top 10 per oltre due mesi.
Esattamente un anno dopo, nel giugno del 2006, esce il singolo Balla, sempre scritto in collaborazione con Massimo Perini e Simon Ermacora e prodotto assieme a Nikolas Murphy.
Il brano non riesce a replicare il successo dei due singoli precedenti, raggiungendo comunque la posizione numero 15 della classifica italiana dei singoli, restando per un paio di mesi tra i primi 30.
Il 22 giugno 2007 esce il singolo Ti ricordi quella volta, proposto in anteprima all'interno del programma di M2o Out of mind e che, il 23 maggio 2007, viene incluso anche nella M2o Compilation Volume 15. Tornano poi sulle scene musicali, per il quinto anno consecutivo, nel mese di giugno.
Nell'estate 2008 viene pubblicato il singolo Bambina in collaborazione con il DJ Gabry Ponte. Il brano contiene un riff accattivante e fa largo uso del vocoder. Verrà utilizzato in seguito come jingle nel programma radiofonico Lo Zoo di 105.

### Tra dance e pop
Nel giugno 2009 il nuovo singolo La Dance con l'etichetta Bit Records dà inizio a una svolta musicale del gruppo, con sonorità più vicine al pop. La Dance entra direttamente al numero 16 della classifica ufficiale italiana di MTV, in classifica dei singoli più venduti per 21 settimane (fonte Musica & Dischi) e nelle classifiche dei brani più scaricati; con le versioni remix del brano ritornano alle sonorità dance ed entrano nelle playlist di tutta Europa delle radio dance, ma anche di network e realtà radiofoniche più tradizionali. Il brano viene scritto insieme a Seba (sua la hit Domenica d'estate), alla produzione oltre a Mauro Vay è parte diretta del gruppo anche Danilo Amerio.
Arriva nel 2010 il nuovo singolo Spazio Fratto Tempo, brano pop presentato alle selezioni di Sanremo, prodotto dalla Bit Records e curato negli arrangiamenti da Danilo Amerio.
A marzo 2011 esce il nuovo singolo Into Your Soul con la collaborazione dei Da Brozz. Successivamente esce La Cicala grega e la sua versione in spagnolo, La Sirena.
Nell'estate 2012 si ripresentano con il singolo Twilight of Love che include un unico remix ufficiale prodotto da Alexandra Damiani, brano dance con suoni adattati al genere house. Il singolo è pubblicato sotto l'etichetta Dance and Love di Gabry Ponte.
Ad aprile 2013 vengono pubblicati i singoli Wake Up e Voglio tornare negli Anni 90. Quest'ultimo viene realizzato in collaborazione con DJ Matrix e certificato disco d'oro dalla FIMI nel settembre 2017.
Nel 2014 viene pubblicato Con una 500, supportato da FIAT con la realizzazione di numerose iniziative promozionali durante l'estate.
Nel 2015 continua la collaborazione dei Paps'n'Skar con Dj Matrix e Vise con il singolo Fanno Bam, canzone che anticipa l'album di Dj Matrix & Matt Joe Ho Voglia di Dance. Quest'ultimo singolo, pubblicato il 25 giugno, ritrova la musicalità che ha reso famoso il gruppo a fine anni '90 inizio 2000, riportando, così, sia pure in chiave contemporanea e con sonorità contemporanee, il genere Italodance ormai abbandonato da circa un decennio.
Nel 2017 il duo si scioglie definitivamente.

## Discografia

### Album in studio
- 2005 – Uno

### Singoli
- 1998 – Because I'm Free
- 1999 – You Want My Love (Din Don Da Da)
- 2000 – Turn Around
- 2001 – Get It On
- 2002 – Loving You
- 2003 – Love Is Love
- 2003 – Che vuoto che c'è
- 2003 – Mon amour
- 2004 – Mirage (Stasera la luna)
- 2005 – Vieni con me
- 2006 – Balla
- 2007 – Ti ricordi quella volta
- 2008 – Bambina
- 2009 – La Dance
- 2010 – Spazio fratto tempo
- 2011 – Into Your Soul (feat. Da Brozz)
- 2011 – La cicala greca/La sirena
- 2012 – Twilight of Love
- 2013 – Wake Up (feat. Mario Romano)
- 2013 – Voglio tornare negli Anni 90 (feat. Dj Matrix & Vise)
- 2014 – Con Una 500 (feat. Dj Matrix & Vise)
- 2014 – Pr (feat. Dj Matrix)
- 2015 – Fanno Bam (feat. Dj Matrix & Vise)
- 2016 – Una tribù che balla (feat. Dj Matrix & Vise)
- 2017 – Rock the night (feat. Dj Matrix & Dj Maxwell)
- 2018 – Sabato sera (feat. Dj Matrix & Vise)